# Скарбалюс, Аурелиюс
Ауре́лиюс «А́ури» Скарба́люс (лит. Aurelijus „Auri“ Skarbalius; род. 12 мая 1973, Шяуляй, Литовская ССР, СССР) — литовский экс-футболист, ныне тренер, который провёл большую часть своей карьеры в Дании, выступая за «Брондбю». Также выступал за сборную Литвы.

## Карьера игрока

### Клубная
Воспитанник вильнюсского «Жальгириса». Среди литовских клубов он играл там, а также в каунасском «Инкарасе» перед тем, как был приобретен «Брондбю» — на тот момент сильнейшим клубом Дании. За первые три сезона, проведённые в клубе из Брённбю, Аури выиграл три титула чемпиона Дании, при этом сыграв всего 17 матчей за три сезона. Однако в начале нового сезона он стал уже игроком основного состава.
Он играл также в Лиге чемпионов в сезоне 1998/99, когда лично играл против Дэвида Бекхэма из «Манчестер Юнайтед» и Луиша Фигу из «Барселоны» в групповом турнире ЛЧ. Свой перелом в карьере Скарбалюс совершил в сезоне 2000/01, сыграв 28 из 33 матчей в Суперлиге, забив два гола за клуб — один в чемпионате, другой в квалификации ЛЧ против тиранского «Динамо». Вдобавок в 2002 Аури был удостоен звания лучшего игрока клуба.
После прихода летом 2002 года в клуб Микаэля Лаудрупа в качестве главного тренера клуба новый игрок команды Асбьёрн Сеннельс, приглашённый Лаудрупом зимой 2004 года, фактически вытеснил Скарбалюса из основного состава. К тому же Сеннельс тогда играл ещё и за сборную Дании, что не могло не играть роли для Аури. В итоге в 2005 его отдали в полугодичную аренду в клуб «Херфёльге».
После возвращения из аренды литовец сыграл в основе клуба из Западного Копенгагена всего 3 матча. Поэтому 31 декабря 2005 литовец объявил об уходе из «Брондбю». После чего он стал играющим тренером клуба из первого дивизиона Дании «Херфёльге», в котором уже играл в аренде ещё в начале 2005 года.

### В сборной
За сборную Скарбалюс играл на протяжении 14 лет, причём последние годы в качестве капитана. Всего же он отыграл за национальную команду 65 матчей, в которых отличился 5 раз.

## Тренерская карьера
На протяжении 2006—2009 годов был играющим тренером клуба «Херфёльге». Когда в 2009 году клуб, который он тренировал, объединился со скромным «ХБ Кёге», литовец стал главным тренером этого клуба. А в 2011 Аури возглавил «Брондбю», за который когда-то играл и работал в клубе до 2013 года. В марте 2014 возглавил «Виборг».

## Достижения
Жальгирис
- Обладатель Кубка Литвы: 1993, 1994

Брондбю
- Чемпион Дании: 1995/96, 1996/97, 1997/98, 2001/02, 2004/05
- Игрок года: 2002
- Обладатель Кубка Дании: 1997/98, 2002/03, 2004/05

Сборная
- Обладатель Кубка Балтии: 1991